# ماناتو یامادا
ماناتو یامادا (ژاپنی: 山田 真夏斗؛ زادهٔ ۳۱ مهٔ ۲۰۰۱) یک بازیکن فوتبال اهل ژاپن است.
از باشگاه‌هایی که در آن بازی کرده‌است می‌توان به باشگاه فوتبال ماتسوموتو یاماگا اشاره کرد.